# Liste des archevêques de Lusaka
La liste des archevêques de Lusaka recense le nom des évêques et archevêques qui se sont succédé sur le siège épiscopal de Lusaka en Zambie depuis la création de la préfecture apostolique de Broken Hill le 14 juillet 1927 par détachement de celle du Zambèze. Cette préfecture apostolique change de nom le 13 juin 1946 pour devenir la préfecture apostolique de Lusaka. Elle est érigée en vicariat apostolique le 14 juillet 1950 lequel devient archidiocèse de Lusaka (Archidioecesis Lusakensis) le 25 avril 1959. 

## Liste des ordinaires

### Est préfet apostolique
- 17 octobre 1927-? 1950 : Bruno Wolnik, préfet apostolique de Broken Hill, puis de Lusaka (13 juin 1946).

### Est vicaire apostolique
- 14 juillet 1950-4 juin 1955 : siège vacant
- 4 juin 1955-25 avril 1959 : Adam Kozłowiecki

### Sont archevêques
- 25 avril 1959-29 mai 1969 : Adam Kozłowiecki, jésuite polonais, promu archevêque, créé cardinal le 21 février 1998, à l'âge de 86 ans.
- 29 mai 1969-6 août 1983 : Emmanuel Milingo, contraint de démissionner en raison de ses pratiques hétérodoxes, excommuné par Benoît XVI en 2006 et réduit à l'état laïc le 17 décembre 2009.
- 9 janvier 1984-30 novembre 1996 : Adrian Mung’andu
- 30 novembre 1996-28 octobre 2006 : Medardo Mazombwe (Medardo Joseph Mazombwe), créé cardinal le 20 novembre 2010.
- 28 octobre 2006-30 janvier 2018 : Télesphore Mpundu (Télesphore George Mpundu)
- depuis le 30 janvier 2018 : Alick Banda

## Sources
- (en) Fiche de l'archidiocèse sur le site catholic-hierarchy.org